# Silvio Zavala

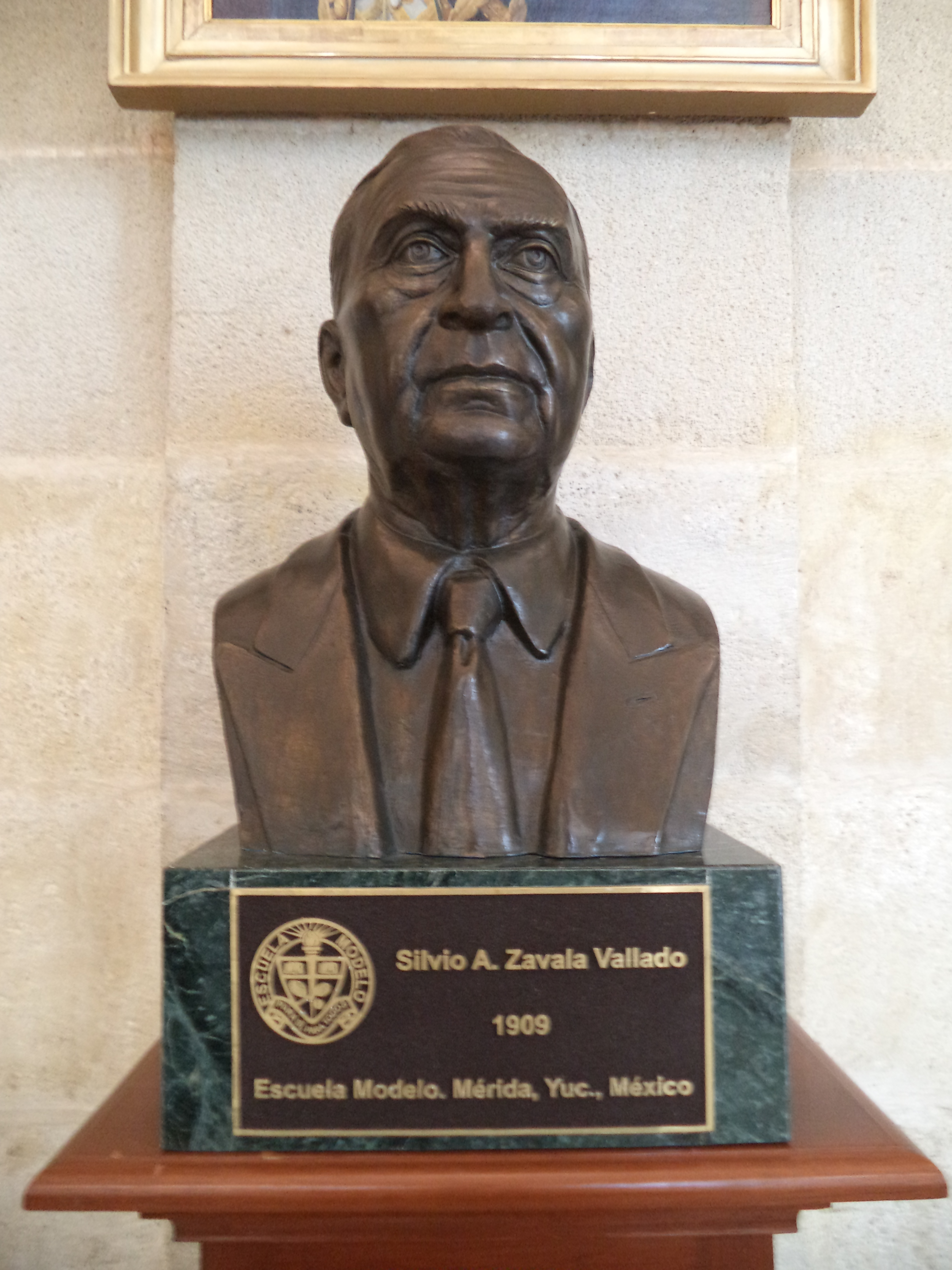
Buste van Silvio Zavala

Silvio Zavala Vallado (Mérida, 7 februari 1909 – Mexico-Stad, 5 december 2014) was een Mexicaans historicus. Hij is vooral bekend wegens zijn werk over de koloniale geschiedenis van Mexico en de rechtsgeschiedenis van dat land. 
Zavala studeerde eerst aan de Universidad del Sureste, daarna rechtsgeleerdheid aan de Nationale Autonome Universiteit van Mexico en geschiedenis in Madrid en behaalde vervolgens een doctoraat in de rechten in Madrid.
Zavala richtte het tijdschrift Historia de América op, waarvan hij vervolgens directeur werd, en leidde tevens het Nationaal Historisch Museum. Zavala was lid van het Nationaal College sinds 1947 en ontving in 1969 de nationale literatuurprijs. Van 1966 tot 1975 was hij ambassadeur in Frankrijk.
Hij werd 105 jaar oud.